# Mélamare
Mélamare är en kommun i departementet Seine-Maritime i regionen Normandie i norra Frankrike. Kommunen ligger i kantonen Lillebonne som tillhör arrondissementet Le Havre. År 2022 hade Mélamare 932 invånare.

## Befolkningsutveckling
Antalet invånare i kommunen Mélamare
| Referens: INSEE |